# Kosteantînivka, Lîpoveț
Kosteantînivka (în ucraineană Костянтинівка) este localitatea de reședință a comunei Kosteantînivka din raionul Lîpoveț, regiunea Vinnița, Ucraina.

## Demografie
Componența lingvistică a localității Kosteantînivka
     Ucraineană (98,8%)
     Alte limbi (0,93%)
Conform recensământului din 2001, majoritatea populației localității Kosteantînivka era vorbitoare de ucraineană (98,8%), existând în minoritate și vorbitori de alte limbi.